# القانون في أحكام العلم والعالم والمتعلم
القانون في أحكام العلم وأحكام العالم وأحكام المتعلم هو كتاب ديني تربوي للمؤرخ والفقيه المغربي الحسن بن مسعود بن محمد اليوسي (1040–1102 هـ / 1630–1691 م) المعروف بلقب «أبو المواهب اليوسي». صنَّفه اليوسي في أواخر القرن الحادي عشر الهجري (القرن السابع عشر الميلادي)، ويندرج ضمن مؤلفاته التعليمية والأدبية المتعددة.و;يشتمل الكتاب على قواعد وآداب المرتبطين بالعلم من علماء ومعلمين ومتعلّمين، ويُعرف أحيانًا باسمِ «قانون العلوم».

## أسماء أخرى للكتاب
لقد ذكره اسماعيل باشا البغدادي باسم "قانون العلوم" في مؤلفين له هما هدية العارفين و إيضاح المكنون في الذيل على كشف الظنون.كما ذكره إفاريست ليفي بروفنسال في مؤلفه مؤرخو الشرفاء باسم "كتاب القانون".أما عبد الله كنون فيذكره في ؤلفه البوغ المغربي باسم "القانون في ابتداء العلوم".

## تأليف الكتاب والحقبة الزمنية
صُيغ الكتاب في الفترة الأخيرة من حياة اليوسي، أي في القرن الحادي عشر الهجري (القرن السابع عشر الميلادي). لا تشتمل مقدمات المخطوطات المطروحة عادةً على تاريخ تأليف دقيق، لكن العمل يُنسب إلى مرحلته العلمية في فاس قبل وفاته عام 1102 هـ..

## هيكل الكتاب ومحتواه
قسَّم اليوسيُّ الكتابَ إلى ثلاثة أبواب رئيسية:
- الباب الأول: أحكام العلم – يتناول مفهوم العلم وشروط المتعلِّم والعالم، ويشمل عدداً من الفصول تشرح مراتب العلم وأنواعه.[7]
- الباب الثاني: أحكام العالم – يعالج خصوصيات العالم وواجباته وآدابه أثناء التعليم والتصدي للعلم.
- الباب الثالث: أحكام المتعلم – يختص بآداب الطالب وتعليمته، ومنهجية المذاكرة وتنظيم الكتب والمكتبة.

يتضمن الكتاب نصائح تربوية عمليةً للمعلمين والطلاب حول منهجية الدراسة، وآداب الاقتناء والاستعارة والاطلاع على الكتب، إضافةً إلى توجيهات أخلاقية وسلوكية داخل حلقات العلم وخارجها.

## الأفكار الأساسية
من أبرز الأفكار التي يطرحها الكتاب:
- أهمية الإتقان في التعليم ومراعاة مستوى المتعلِّم.
- آداب المعلم من حيث الصفاء والإخلاص والأمانة العلمية.
- منهجية المتعلم في المطالعة والمراجعة وتنظيم الكتب.
- التأكيد على نية طلب العلم وأن تكون للقرب من الله وطلب الفائدة العامة.[9]

## المكانة والأثر
يُنظر إلى الكتاب كمرجعٍ في الأدب التربوي ضمن التراث المغربي الإسلامي، وقد استشهد به باحثون مهتمون بتاريخ التربية ونظم التعليم التقليدية في المغرب. وقد وصف بعض المؤرخين أن نصوص اليوسي تضيء جوانب من سير التربية في المغرب القديم وتحمل مضامين أخلاقية تربوية بارزة.يقول عن أهميته محقق الكتاب:

## المخطوطات والطبعات
مخطوطات خطية بالخزانات الوطنية بالمغرب :تحمل الأرقام التالية: -4251-1610-6643 - 22359 - 32382 - 1304 - 3931.
- مخطوطات محفوظة بمكتبات شرقية من بينها مخطوطة بمكتبة الجامعة الإسلامية بالمدينة المنورة ويُذكر عدد أوراقها (166).[9]
- نسخة مخطوطة بالخزانة الأزهرية بمصر (رقم 122) ذُكِرَت ناقصةً في نهاياتها.[13]
- طبعات محققة صدرت في المشرق والمغرب منها تحقيقات نُشرت بين أواخر القرن العشرين وبدايات القرن الحادي والعشرين (1998، 2003، 2013)؛ ومنها تحقيقات حميد حماني اليوسي وتحقيق الجمعة الفيتوري.